# Пак Чон У
Пак Чон У (кор. 박종우, 10 марта 1989, Сеул) — корейский футболист, центральный полузащитник таиландского клуба «Нонгбуа Питчая». Выступал за сборную Республики Корея. Бронзовый призер летних Олимпийских игр (2012).

## Клубная карьера
Пак присоединился к «Пусан Ай Парк» в начале сезона 2010 года. 2 мая 2010 года он провёл первую игру за новый клуб в чемпионате Кореи, выйдя на замену в матче против «Сеула» (3:0). 21 августа 2011 года Пак забил свой первый гол в карьере в матче против «Чоннам Дрэгонз» (1:1).
В 2012 году Пак провёл успешный сезон, в котором он стал ключевой фигурой в «Пусан Ай Парк», благодаря чему смог попасть в заявку Республики Корея на Летние Олимпийские Игры в Лондоне.
Пак продолжал поддерживать свою хорошую форму в 2013 году. В первом туре нового сезона против «Канвондо» (2:2) он отдал голевую передачу, а позже реализовал пенальти. 7 августа Пак забил решающий гол, также с пенальти, в матче против «Сеула» (2:1) в четвертьфинале Кубка, выведя Пусан в полуфинал. Пак был включён в официальную сборную недели чемпионата шесть раз в течение 2013 года.
13 февраля 2014 года Пак перешёл в команду «Гуанчжоу Фули» из чемпионата Китая.

## Карьера в сборной
Пак был включён в заявку южнокорейской сборной на Летние Олимпийские игры 2012 в Лондоне. Он сыграл во всех трёх играх группового этапа, в котором Республика Корея заняла второе место в своей группе и вышла в следующий раунд. В четвертьфинальном матче с Англией Пак отыграл все 120 минут игры, которая закончилась серией послематчевых пенальти. Пак принял в ней участие и уверенно реализовал четвёртый пенальти Кореи, которая выиграла по пенальти 5:4. Пак остался на скамейке запасных в полуфинале, проигранном Бразилии, но вернулся в стартовый состав в матче за третье место против Японии, который обеспечил Корее бронзовую медаль.
После матчей на Олимпийских играх 17 октября 2012 года Пак дебютировал в матче отборочного турнира АФК на чемпионат мира 2014 против сборной Ирана (0:1). С тех пор он стал постоянным игроком сборной, а также представлял свою страну на Кубке Восточной Азии по футболу 2013. В 2014 году Пак был вызван на Чемпионат мира, но так и не вышел на поле на этом турнире.

## Скандал на Олимпийских играх в Лондоне
Хотя Международный олимпийский комитет запрещает игрокам делать политические заявления, после победы Южной Кореи над Японией в матче за бронзовую медаль, Пак показал знак с лозунгом оправдания оккупации Кореей скал Лианкур. Как следствие, было сообщено, что ему запрещено участвовать в церемонии награждения и, в отличие от других его 17 товарищей по команде, он не получит бронзовую медаль за свою игру. Было также объявлено, что он находится под следствием Международного олимпийского комитета и ФИФА, у обоих из которых есть правила, запрещающие политические заявления спортсменами на поле.
Южная Корея освобождает олимпийских медалистов с военной службы, чтобы мотивировать их выиграть. Несмотря на то, что Пак не получит медаль из-за его политического заявления, министр спорта Южной Кореи заявил, что независимо от того, как завершится расследование МОК, Пак по-прежнему не будет проходить два года военной службы, что обязаны делать южнокорейские мужчины. ФИФА не удалось прийти к выводу по делу на заседании в штаб-квартире в Цюрихе, состоявшемся 5 октября, а дисциплинарный комитет снова обсудил это дело на следующей неделе, но снова не смог вынести вердикт.
После этого Олимпийский комитет Кореи объявил, что Пак получит свою бронзовую медаль.
Тем не менее, дело было вновь рассмотрено комитетом 20 ноября, и 3 декабря ФИФА объявила о дисквалификации Паку на два матча после того, как он был признан виновным в нарушении Дисциплинарного кодекса ФИФА и Положения о олимпийском футболе. ФИФА также наложил предупреждение на футбольную ассоциацию и напомнил ей об обязательстве надлежащим образом проинструктировать своих игроков о всех соответствующих правилах и действующих нормах, чтобы избежать повторения такого инцидента. Корейскую футбольную ассоциацию предупредили, что если инциденты такого рода произойдут в будущем, Дисциплинарный комитет ФИФА может наложить более жёсткие санкции на неё.
11 февраля 2013 года Пак посетил дисциплинарное слушание в Международном олимпийском комитете в Лозанне, Швейцария. После того, как дисциплинарная комиссия рассмотрела действия Пака на Олимпиаде, МОК решил дать игроку медаль. Пак впоследствии получил свою олимпийскую бронзовую медаль, после вердикта Международного олимпийского комитета, на праздновании Олимпийских Игр в Лондоне.

## Статистика
По состоянию на 30 ноября 2013
| Клубные данные   | Клубные данные   | Клубные данные   | Лига | Лига | Кубок | Кубок | Кубок лиги | Кубок лиги | Итого | Итого |
| Сезон            | Клуб             | Лига             | Игры | Голы | Игры  | Голы  | Игры       | Голы       | Игры  | Голы  |
| Республика Корея | Республика Корея | Республика Корея | Лига | Лига | Кубок | Кубок | Кубок лиги | Кубок лиги | Итого | Итого |
| ---------------- | ---------------- | ---------------- | ---- | ---- | ----- | ----- | ---------- | ---------- | ----- | ----- |
| 2010             | Пусан Ай Парк    | К-лига           | 12   | 0    | 0     | 0     | 1          | 0          | 13    | 0     |
| 2011             | Пусан Ай Парк    | К-лига           | 25   | 2    | 2     | 0     | 5          | 0          | 32    | 2     |
| 2012             | Пусан Ай Парк    | К-лига           | 28   | 3    | 0     | 0     | -          | -          | 28    | 3     |
| 2013             | Пусан Ай Парк    | К-лига           | 31   | 2    | 3     | 1     | -          | -          | 33    | 3     |
| Итого за карьеру | Итого за карьеру | Итого за карьеру | 96   | 7    | 5     | 1     | 6          | 0          | 107   | 8     |